# Burbidgea schizocheila
Burbidgea schizocheila là một loài thực vật có hoa trong họ Gừng. Loài này được Walter Hackett mô tả khoa học đầu tiên năm 1904.

## Phân bố
Loài này có ở Sabah (núi Kinabalu) và Sarawak trên đảo Borneo thuộc Malaysia.

## Tác giả
Phần Kew Notes tại trang 301 trong số 931, series 3, volume 36 ra ngày 29 tháng 10 năm 1904 của Gardeners' Chronicle có mô tả của loài này, nhưng không đề tên tác giả. Tuy nhiên, vào thời điểm năm 1903-1905 thì Walter Hackett (~1874 - 21/5/1957) là người phụ trách Phòng Nhiệt đới tại Vườn Thực vật Hoàng gia tại Kew, nên ông được cho là tác giả của phần Kew Notes này.

## Hình ảnh

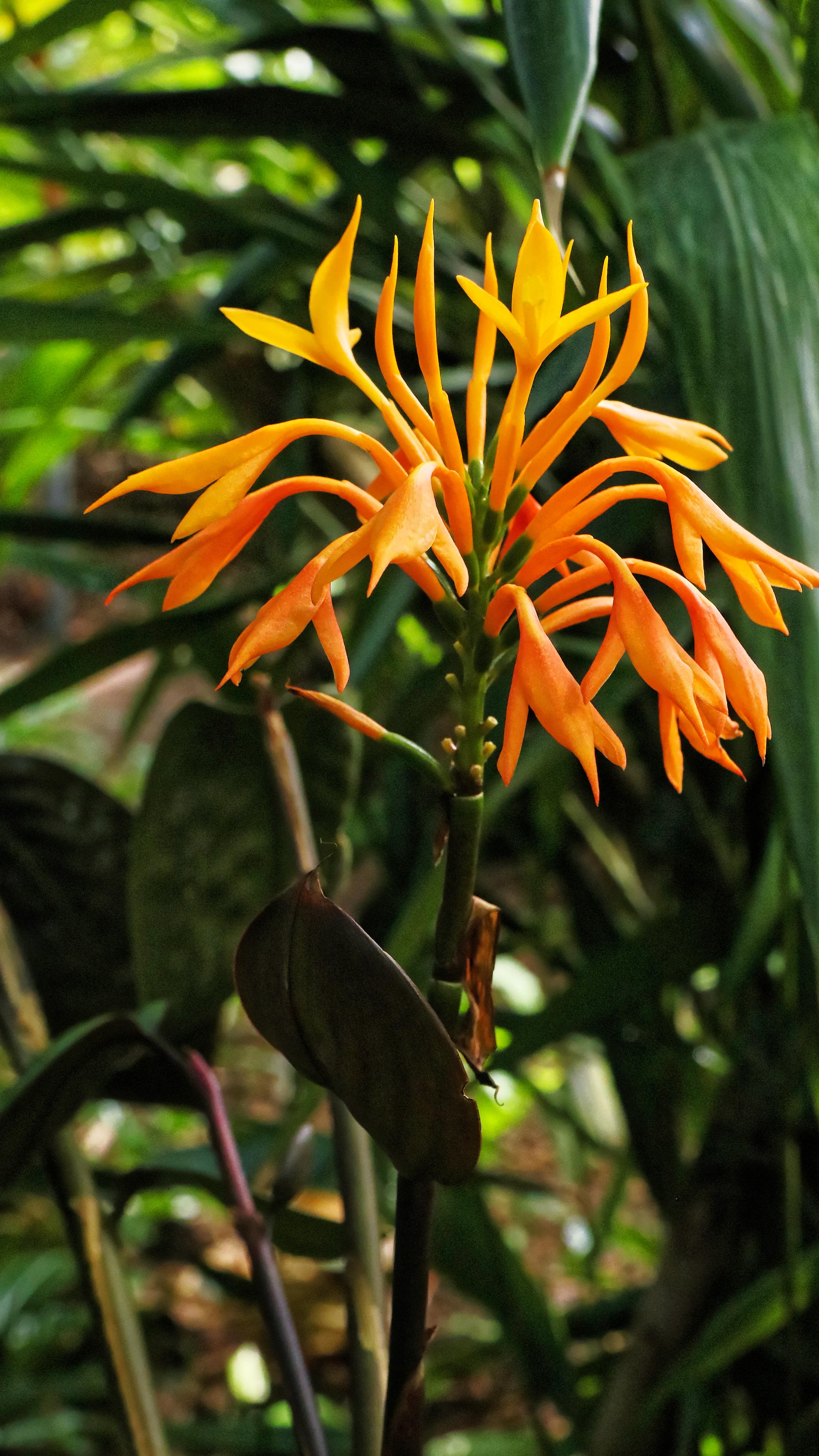
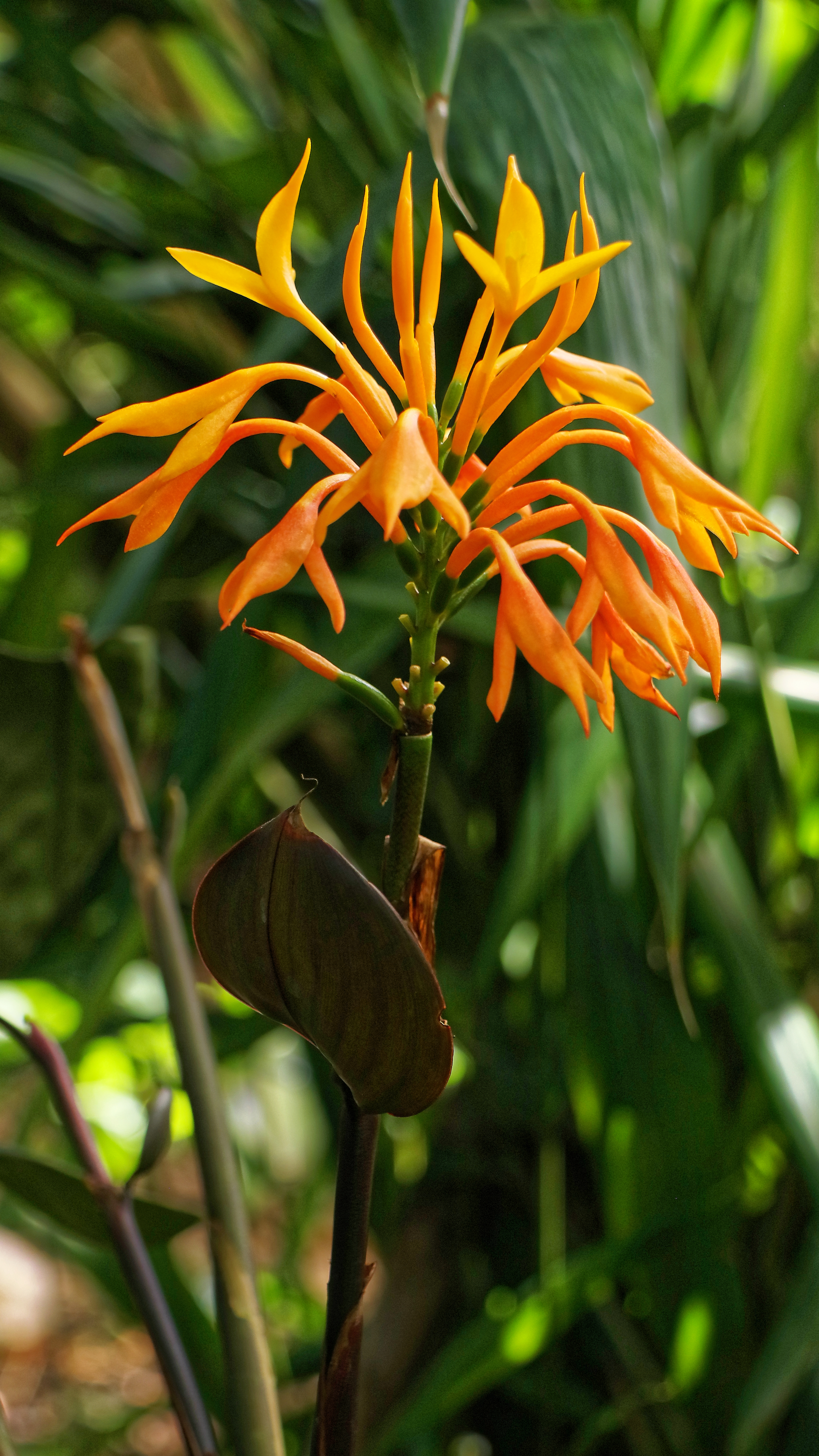
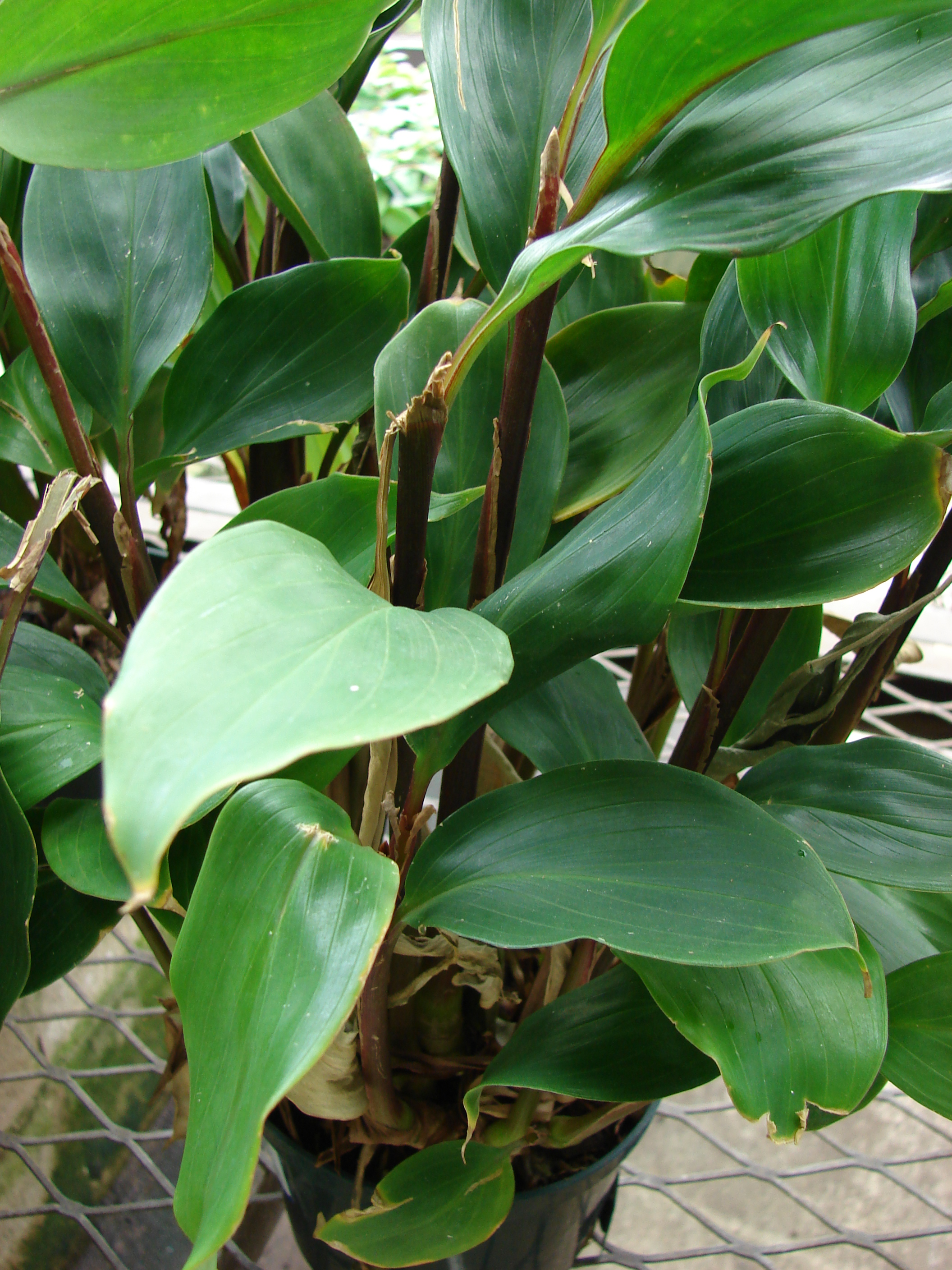
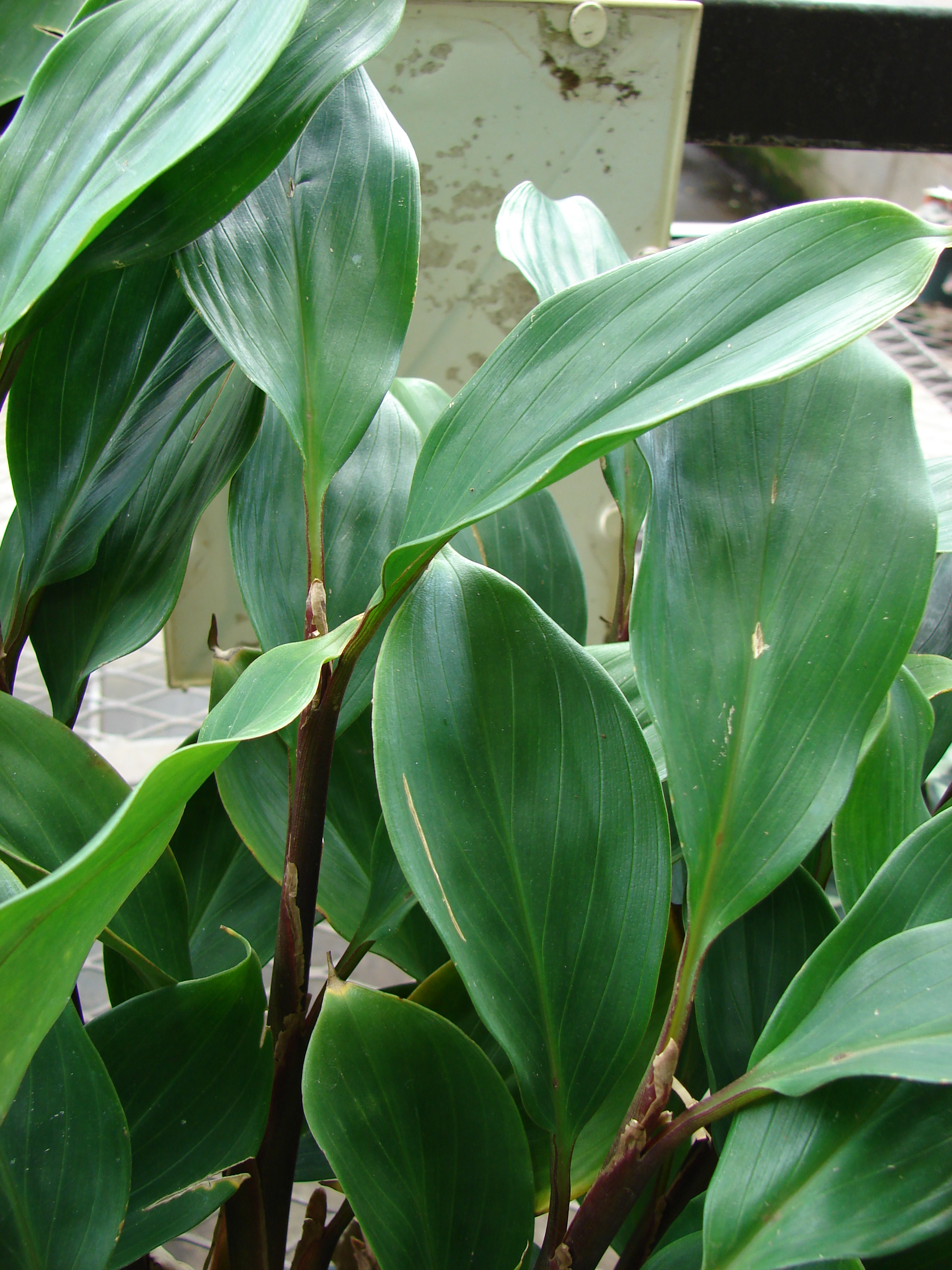